# Berklee College of Music

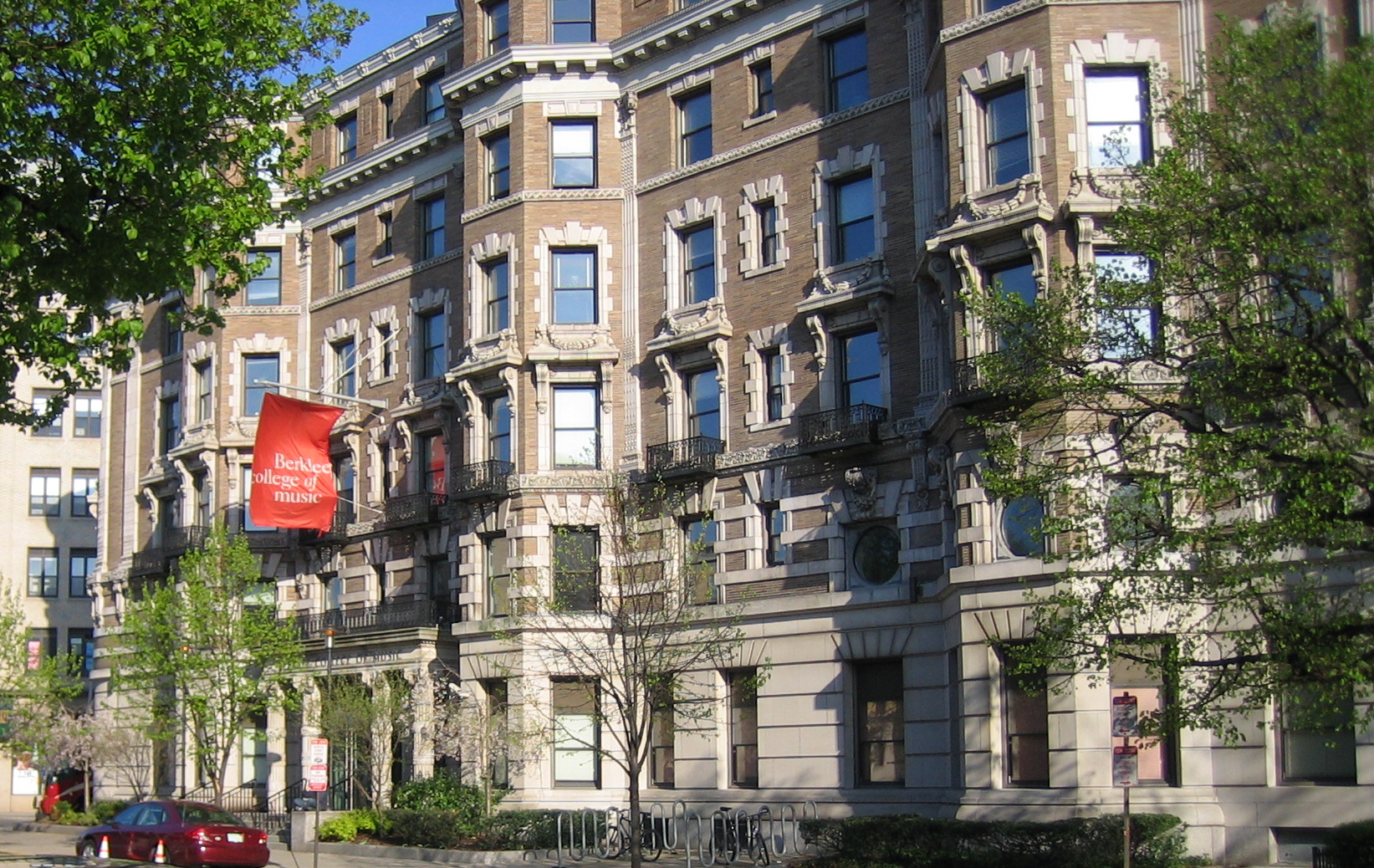
Berklee College of Music aan 1140 Boylston Street in Boston (Massachusetts)

Het Berklee College of Music is een onafhankelijk conservatorium in Boston, Massachusetts, dat in 1945 door Lawrence Berk werd opgericht. Oorspronkelijk was de naam Schillinger House of Music, naar een van de docenten, Joseph Schillinger. Na de uitbreiding van het aanbod van studierichtingen in 1954 werd door Lawrence Berk de naam veranderd, naar zijn zoon Lee Berk in Berklee School of Music en ook als woordspeling op de befaamde Universiteit van Californië - Berkeley. In 1973 werd de naam - tegelijk met de officiële erkenning als conservatorium door de staat Massachusetts - opnieuw veranderd, ditmaal in Berklee College of Music.
Vanaf januari 2016 is het Berklee College of Music samengegaan met het Boston Conservatorium onder de nieuwe naam Boston Conservatory at Berklee.

## Overzicht
Amerikaanse conservatoria waren vanaf de start meestal gericht op de opleiding in klassieke muziek. Aan het Berklee College of Music was het doel van het begin af aan om opleidingen te geven in jazz, rock en andere hedendaagse muziek, studies die aan andere conservatoria meestal niet werden aangeboden. BCoM groeide tot een van de grootste conservatoria voor hedendaagse muziek in de Verenigde Staten. In 2007 stond een academische staf van 460 personen klaar om rond 3.800 studenten op te leiden.
Het conservatorium is verdeeld over 17 gebouwen in de wijk Back Bay in Boston. Verder zijn er 3 gebouwen waar studenten wonen, en 2 repetitie- en concertgebouwen.
Het conservatorium heeft de volgende studierichtingen:
- Compositie
- Hedendaags schrijven en productie
- Filmmuziek
- Jazz-compositie
- Muziek Business/Management
- Muziek Opleiding/Pedagogiek
- Muziek productie & techniek
- Muziek Synthesis
- Muziektherapie
- Uitvoering
- Professionele Muziek
- Songwriting

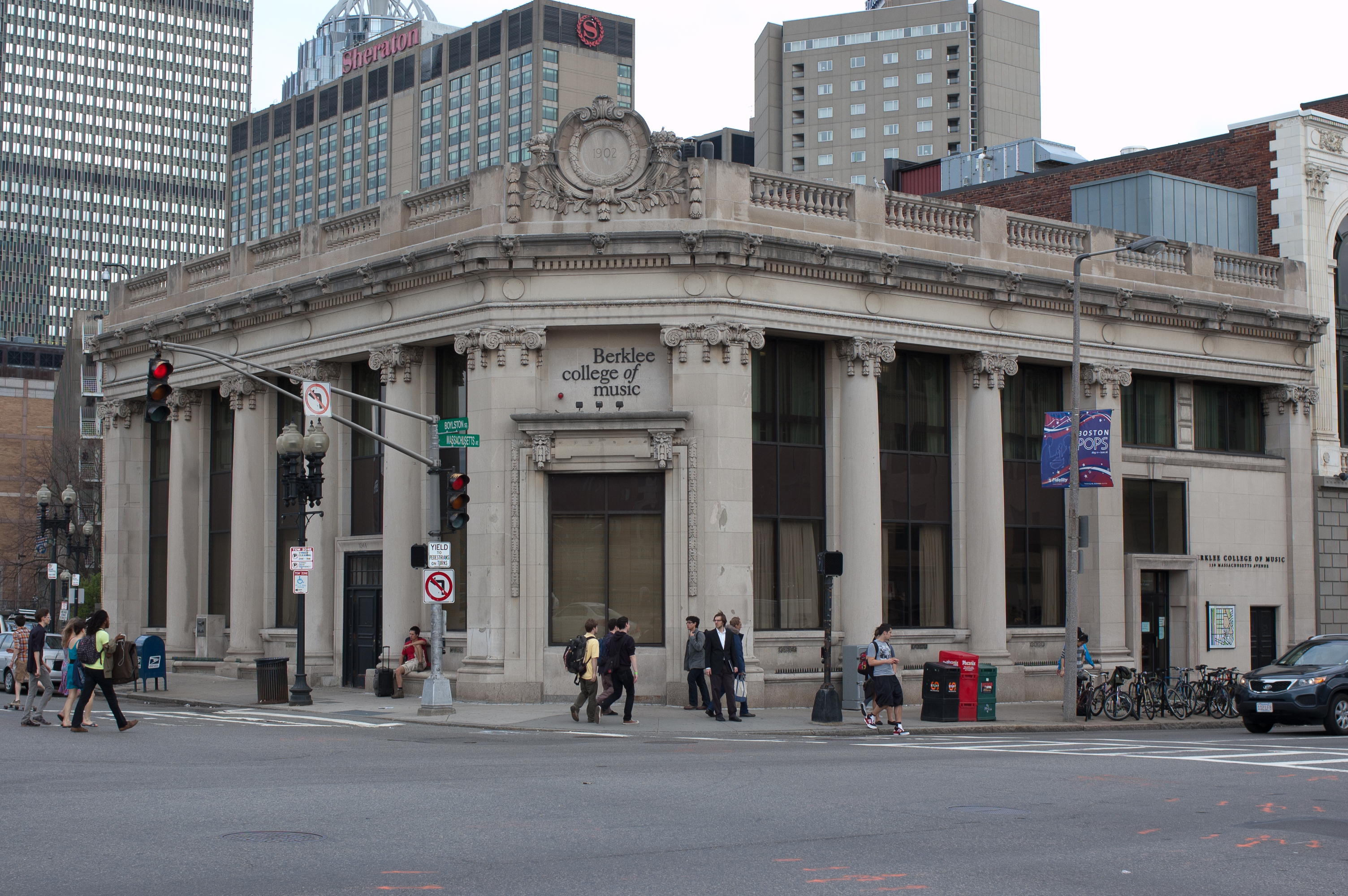
Locatie aan 130 Massachusetts Avenue
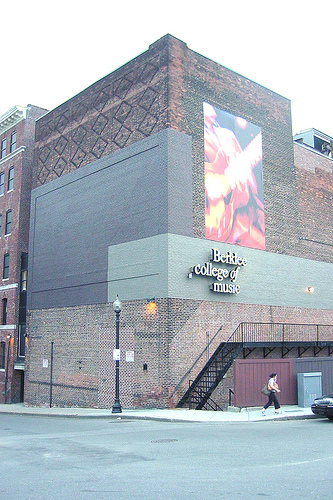
Achterzijde van het Performance Center van het Berklee College of Music
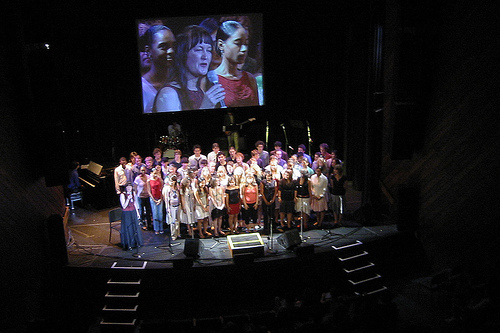
Het podium van het Performance Center van het Berklee College of Music

## Bekende studenten

### A
- John Abercrombie
- Toshiko Akiyoshi
- Henk Alkema
- Mulatu Astatke

### B
- Victor Bailey
- Walter Beasley
- Richie Beirach
- Marco Benevento
- Hilary Bercovici
- Cindy Blackman
- John Blackwell
- Tracy Bonham
- Bobby Borg
- Libbi Bosworth
- Dan Bowden
- Alan Broadbent
- Meredith Brooks
- Gary Burton

### C
- Barry Cannon
- Will Calhoun
- Terri Lyne Carrington
- Cyrus Chestnut
- Chiara Civello
- Annie Clark
- Alf Clausen
- Bruce Cockburn
- Vinnie Colaiuta
- Paula Cole
- Charlie Colin
- Juan José Colomer

### D
- Gavin DeGraw
- Kenwood Dennard
- Al Di Meola
- Adam Dutkiewicz

### E
- Rushad Eggleston
- Eru
- Ehsaan Noorani
- Booker Ervin
- Melissa Etheridge
- Kevin Eubanks

### F
- Donald Fagen
- Bill Frisell

### G
- Reeves Gabrels
- Albhy Galuten
- Mick Goodrick
- Juan Luis Guerra
- Joe Guese

### H
- Stuart Hamm
- Jan Hammer
- Roy Hargrove
- Donald Harrison
- Antonio Hart
- Juliana Hatfield
- Lalah Hathaway
- Norihiko Hibino
- Chris Hinze
- Bruce Hornsby
- Jimmy Herring

### J
- Milt Jackson
- Keith Jarrett
- Ingrid Jensen
- Quincy Jones

### K
- Chaka Khan
- Kizzy
- Diana Krall
- Joey Kramer

### L
- Abe Laboriel
- Uèle Lamore
- Patty Larkin
- Chuck Loeb
- Joe Lovano
- Monika Liu

### M
- Natalie Maines
- Jane Mangini
- Aimee Mann
- Kevin March
- Arif Mardin
- Charlie Mariano
- Eric Marienthal
- Clair Marlo
- Branford Marsalis
- Delfeayo Marsalis
- Corrinne May
- John Mayer
- Ethan Mentzer
- Dominic Miller
- Rob Mounsey
- George Mraz
- John Myung

### N
- Jay Newland
- Ronald Ng
- Beth Nielsen Chapman

### O
- Isamu Ohira
- Chris Opperman
- Stephen Oremus
- Tim Owens

### P
- Trey Parker
- Chris Pennie
- Danilo Perez
- John Petrucci
- Al Pitrelli
- Herb Pomeroy
- Mike Portnoy
- Thomas Pridgen
- Kyle Patrick
- Pedro Aznar
- Park Jae-Sang
- Bence Péter

### R
- Wallace Roney
- Raghav Sachar
- Emily Remler
- Juan José Revueltas Colomer
- David Robidoux
- J.R. Rotem
- Kurt Rosenwinkel
- Amos Rosner
- Ben Romans
- Matt Rubano

### S
- Antonio Sanchez
- Gerard Salonga
- Joe Satriani
- John Scofield
- Lara M. Schwartz
- Sonny Sharrock
- Derek Sherinian
- Howard Shore
- Alan Silvestri
- Brendon Small
- Mark Small
- Joseph S. Smith
- Marvin Smith
- Steve Smith
- Luciana Souza
- Richard J. Steffens Jr.
- Mike Stern
- Tierney Sutton

### T
- James Taylor
- Susan Tedeschi
- Jacky Terrasson
- Ian Thornley
- Nestor Torres
- Brian Transeau

### U
- Hiromi Uehara

### V
- Steve Vai

### W
- Hiroshi Watanabe
- Sadao Watanabe
- Ernie Watts
- Jeff Watts
- Gillian Welch
- Kenny Werner
- Mark Whitfield
- Brad Whitford
- Lee Hom Wang

### Y
- Yangpa

### Z
- Joe Zawinul
- Joey Zehr

## Bekende docenten
- Alan Dawson (1957-1975)
- Al Kooper (1997-2000)[2]
- John LaPorta (1962-?)
- Charlie Mariano (1957-?)
- Herb Pomeroy (1956-1996)